# Бебрики
Бебрики (др.-греч. Βέβρῠκες) — народ, обитавший в античные времена на территории Вифинии, которая до прихода вифинов фракийского происхождения именовалась Бебрикия.

## Происхождение
Согласно Страбону, они были одним из фракийских племён, проникших в Малую Азию из Европы. Аппиан, однако, указывает, что бебрики жили в Вифинии до фракийцев:
Греки полагают, что фракийцы, отправившиеся походом под предводительством Реса на Илион, после того как Рес ночью был убит Диомедом (каким образом — об этом рассказывает Гомер в своих песнях), что эти фракийцы бежали к устью Понта, там, где самая узкая переправа во Фракию; одни из них, не найдя судов, остались тут и завладели землей, так называемой Бебрикией; другие же, переправившись выше Византии в страну так называемых вифинских фракийцев, поселились у реки Вифии, но, измученные голодом, вновь вернулись в Бебрикию и назвали ее вместо Бебрикии Вифинией, по имени той реки, у которой они хотели поселиться; а может быть, это имя перешло к ним с течением времени и без этого повода, так как не так уж велико расстояние между Вифинией и Бебрикией. Такого мнения держатся некоторые; другие же полагают, что вначале царем у них был Вифий, сын Зевса и Фраки, от которых и даны имена той и другой земле.
Ряд лингвистов рассматривает название «бебрики» как производное от бригов или фригийцев (то есть племя могло быть родственным проживающим непосредственно рядом с ними фригийцам).

## Мифология
Согласно легенде, бебриков победили Геракл и/или Диоскуры, которые убили их царя Мигдона или Амика. Их землю отдали царю Лику из народа мариандинов, который построил город Гераклея Понтийская. Согласно некоторым источникам, Амик был братом Мигдона и тоже царём; оба они якобы были сыновьями Посейдона и Мелии.
Греческая мифология приводит два различных мнения о происхождении названия бебриков: либо от имени женщины Бебрики, либо от героя Бебрика. Бебрика — по-видимому, тот же персонаж, что и Брика, дочь Даная, мифического царя Ливии и Аравии (Аполлодор).
Царь по имени Бебрик считался отцом Пирены, от которой произошло название Пиренеев.